# Maria d'Antioquia (pretendent)
Maria d'Antioquia va ser una pretendent al tron de Jerusalem de 1269 a 1277. Era filla del príncep Bohemon IV d'Antioquía i de la seva segona dona Melisenda de Lusignan. Melisenda era la filla menor d'Isabela de Jerusalem i del seu quart marit, el rei-consort Amalric II de Jerusalem. Com Maria era, en morir Conradí de Hohenstaufen, l'única neta viva de la reina Isabel, va exigir el tron per la seva proximitat de llinatge als reis de Jerusalem. En la successió feudal, aquesta proximitat tenia un gran pes. Però li va ser denegada per la Haute Cour. Va viatjar a Roma, on va vendre els seus drets, amb la benedicció i confirmació papal, a Carles I d'Anjou (vencedor i executor del seu predecessor Conradí) el 1277. Carles havia conquistat i mantingut Acre fins a 1285. Des de llavors, aquest dret successori al regne de Jerusalem s'ha considerat lligat a la corona de Nàpols, que canviaria sovint de mans per testament o conquesta, més que per herència directa.
Maria va morir sense fills a Castello de Canosa, Pulla, després del desembre de 1307.